# Лангесун
Ла̀нгесун (на норвежки: Langesund) е град в Южна Норвегия. Разположен е на южния бряг на фиорда Лангесунсфьор в община Бамбле на фюлке Телемарк. Главен административен център на община Бамбле. Има малко пристанище. Население около 5500 жители.